# Liste der deutschen Nachwuchs-Baseballmeister
Die Liste der deutschen Nachwuchs-Baseballmeister enthält die deutschen Baseballmeister im Nachwuchsbereich. Die Meisterschaften werden vom Deutschen Baseball und Softball Verband (DBV) in den Altersstufen Junioren (18 Jahre und jünger), Jugend (15 Jahre und jünger) und Schüler (12 Jahre und jünger) durchgeführt. 
Die Mannschaften spielen im momentanen Modus in ihren Landesverbänden eine Qualifikation zum Endturnier aus. In den meisten Landesverbänden qualifiziert sich der (Landes-)Meister in der jeweiligen Altersklasse, der zuvor in einem Ligaspielbetrieb mit oder ohne anschließende Play-offs ermittelt wurde. Die deutschen Meisterschaften stellen somit den Saisonabschluss des regulären deutschen Nachwuchsspielbetriebes dar, bei dem aus den qualifizierten Mannschaften der Landesverbände und einer Mannschaft des ausrichtenden Vereins an einem Wochenende im September oder Oktober in einer Gruppen- und K.O.-Rundenphase der deutsche Meister ermittelt wird. Seit 2022 wird bei den Junioren an einem verlängerten Wochenende über drei Tage gespielt.
Die meisten Titel im Nachwuchsbereich konnten die Mannheim Tornados mit insgesamt 21 Erfolgen sammeln; sie sind dabei gleichzeitig auch Rekordtitelträger bei der Jugend und den Schülern mit 9 beziehungsweise 7 Titeln. Bei den Junioren führen die Untouchables Paderborn mit 8 Titeln vor den Regensburg Legionäre mit 7, knapp gefolgt von den Mainz Athletics mit 6 Titeln; insgesamt belegen sie mit 16 Titeln den 2. Platz in der Rekordliste vor Regensburg mit 13 Meisterschaften.
Außer diesen Mannschaften konnten nur die Bonn Capitals und die Zülpich Eagles in allen drei Altersstufen mindestens eine Meisterschaft erringen.

## Deutsche Meister Junioren
- Jahr: Nennt das Jahr der Meisterschaft. Eine Verlinkung verweist auf die entsprechende Saison.
- Meister: Nennt den Verein, der die deutsche Baseballmeisterschaft erringen konnte.
- Verein: Nennt den Verein, der die Vizemeisterschaft erringen konnte.
- Ergebnis: Nennt das Ergebnis des Endspiels.

| Jahr | Meister                | Vizemeister            | Ergebnis  |
| ---- | ---------------------- | ---------------------- | --------- |
| 1985 | Mannheim Tornados      | Köln Cardinals         | 6:3       |
| 1986 | Mannheim Tornados      | Zülpich Eagles         | 11:1      |
| 1987 | Zülpich Eagles         | unbekannt              | unbekannt |
| 1988 | Zülpich Eagles         | unbekannt              | unbekannt |
| 1989 | Zülpich Eagles         | unbekannt              | unbekannt |
| 1990 | St. Pauli Knights      | Rüsselsheim Moskitos   | 15:5      |
| 1991 | Düsseldorf Senators    | unbekannt              | unbekannt |
| 1992 | Düsseldorf Senators    | Augsburg Gators        | 30:6      |
| 1993 | Düsseldorf Senators    | Holzwickede Joboxers   | 6:1       |
| 1994 | Holzwickede Joboxers   | Mainz Athletics        | 5:2       |
| 1995 | Bonn Capitals          | Regensburg Legionäre   | 7:6       |
| 1996 | Mainz Athletics        | Regensburg Legionäre   | 17:0      |
| 1997 | Mainz Athletics        | Holzwickede Joboxers   | 7:1       |
| 1998 | Mannheim Tornados      | Mainz Athletics        | 14:3      |
| 1999 | Bonn Capitals          | Mainz Athletics        | 9:8       |
| 2000 | Mainz Athletics        | Pulheim Gophers        | 8:2       |
| 2001 | Mainz Athletics        | Berlin Sluggers        | 22:2      |
| 2002 | Mainz Athletics        | Friedberg Braves       | 8:1       |
| 2003 | Untouchables Paderborn | Fürth Pirates          | 13:3      |
| 2004 | Heidenheim Heideköpfe  | Untouchables Paderborn | 7:6       |
| 2005 | Untouchables Paderborn | Karlsruhe Cougars      | 12:2      |
| 2006 | Untouchables Paderborn | Mainz Athletics        | 13:1      |
| 2007 | Untouchables Paderborn | Bonn Capitals          | 5:2       |
| 2008 | Bonn Capitals          | Mainz Athletics        | 18:3      |
| 2009 | Mainz Athletics        | Berlin Challengers     | 17:2      |
| 2010 | Dohren Wild Farmers    | Haar Disciples         | 6:5       |
| 2011 | Mannheim Tornados      | HSV Stealers           | 8:6       |
| 2012 | Mannheim Tornados      | Haar Disciples         | 7:3       |
| 2013 | Regensburg Legionäre   | Untouchables Paderborn | 11:0      |
| 2014 | Regensburg Legionäre   | Untouchables Paderborn | 11:0      |
| 2015 | Regensburg Legionäre   | Cologne Cardinals      | 5:2       |
| 2016 | Regensburg Legionäre   | Untouchables Paderborn | 4:1       |
| 2017 | Untouchables Paderborn | Regensburg Legionäre   | 3:1       |
| 2018 | Untouchables Paderborn | Regensburg Legionäre   | 3:2       |
| 2019 | Regensburg Legionäre   | Heidenheim Heideköpfe  | 6:4       |
| 2021 | Regensburg Legionäre   | Bonn Capitals          | 12:2      |
| 2022 | Regensburg Legionäre   | Stuttgart Reds         | 3:2       |
| 2023 | Untouchables Paderborn | Stuttgart Reds         | 8:2       |
| 2024 | Untouchables Paderborn | Hamburg Stealers       | 21:10     |

## Deutsche Meister Jugend
Die deutschen Meister der Jugend aus den Jahren vor 1973 sind beim DBV nicht verzeichnet, werden allerdings im Archiv der Mannheim Tornados geführt. Inwieweit es sich um eventuell inoffizielle Meisterschaften handelt, ist nicht geklärt.
| Jahr | Meister                           | Vizemeister                       | Ergebnis                          |
| ---- | --------------------------------- | --------------------------------- | --------------------------------- |
| 1973 | Bad Kreuznach Tigers              | VfR Mannheim                      | 6:3                               |
| 1974 | VfR Mannheim                      | Bad Kreuznach Tigers              | 7:4                               |
| 1975 | keine Meisterschaften ausgetragen | keine Meisterschaften ausgetragen | keine Meisterschaften ausgetragen |
| 1976 | keine Meisterschaften ausgetragen | keine Meisterschaften ausgetragen | keine Meisterschaften ausgetragen |
| 1977 | Mannheim Tornados                 | unbekannt                         | unbekannt                         |
| 1978 | Mannheim Tornados                 | unbekannt                         | unbekannt                         |
| 1979 | Mannheim Tornados                 | unbekannt                         | unbekannt                         |
| 1980 | Mannheim Tornados                 | Zülpich Eagles                    | als Rundenturnier ausgespielt     |
| 1981 | Mannheim Tornados                 | Mannheim Amigos                   | 9:0                               |
| 1982 | Zülpich Eagles                    | Wiesbaden Flyers                  | unbekannt                         |
| 1983 | Mannheim Amigos                   | Mannheim Tornados                 | 21:7                              |
| 1984 | Mannheim Tornados                 | Mannheim Amigos                   | 8:2                               |
| 1985 | Mannheim Tornados                 | unbekannt                         | unbekannt                         |
| 1986 | Mannheim Tornados                 | unbekannt                         | unbekannt                         |
| 1987 | Zülpich Eagles                    | unbekannt                         | unbekannt                         |
| 1988 | unbekannt                         | unbekannt                         | unbekannt                         |
| 1989 | unbekannt                         | unbekannt                         | unbekannt                         |
| 1990 | Brauweiler Raging Abbots          | unbekannt                         | unbekannt                         |
| 1991 | Mannheim Amigos                   | Bonn Capitals                     | 6:5                               |
| 1992 | Mannheim Amigos                   | Mainz Athletics                   | 30:6                              |
| 1993 | Mannheim Amigos                   | Solingen Alligators               | 14:0                              |
| 1994 | Kassel Herkules                   | Berlin Challengers                | 13:1                              |
| 1995 | Darmstadt Whippets                | Hochdahl Neanderthaler            | 11:4                              |
| 1996 | Mainz Athletics                   | Göppingen Green Sox               | 13:5                              |
| 1997 | Bonn Capitals                     | Köln Cardinals                    | 15:14                             |
| 1998 | Gauting Indians                   | Mainz Athletics                   | 15:6                              |
| 1999 | Herrenberg Wanderers              | Mainz Athletics                   | 11:9                              |
| 2000 | Ladenburg Romans                  | Wuppertal Stingrays               | 15:3                              |
| 2001 | Mannheim Amigos                   | Friedberg Braves                  | 18:4                              |
| 2002 | Untouchables Paderborn            | Gauting Indians                   | 22:21                             |
| 2003 | Mainz Athletics                   | Friedberg Braves                  | 11:9                              |
| 2004 | Untouchables Paderborn            | Bonn Capitals                     | 3:1                               |
| 2005 | Bonn Capitals                     | Fürth Pirates                     | 6:4                               |
| 2006 | Bonn Capitals                     | Mannheim Tornados                 | 19:0                              |
| 2007 | Erbach Grasshoppers               | Ingolstadt Schanzer               | 17:5                              |
| 2008 | Mannheim Tornados                 | Bonn Capitals                     | 16:0                              |
| 2009 | Mainz Athletics                   | Mannheim Tornados                 | 12:2                              |
| 2010 | Bonn Capitals                     | Haar Disciples                    | 21:4                              |
| 2011 | HSV Stealers                      | Freising Grizzlies                | 11:6                              |
| 2012 | Stuttgart Reds                    | HSV Stealers                      | 16:1                              |
| 2013 | Untouchables Paderborn            | Regensburg Legionäre              | 15:5                              |
| 2014 | Solingen Alligators               | Dreieich Vultures                 | 13:5 (Abbruch wegen Dunkelheit)   |
| 2015 | Bad Homburg Hornets               | Untouchables Paderborn            | 13:0                              |
| 2016 | Mainz Athletics                   | Regensburg Legionäre              | 22:21                             |
| 2017 | Regensburg Legionäre              | Stuttgart Reds                    | 7:4                               |
| 2018 | Stuttgart Reds                    | Bonn Capitals                     | 14:13                             |
| 2019 | Bonn Capitals                     | Stuttgart Reds                    | 7:0                               |
| 2021 | Regensburg Legionäre              | Stuttgart Reds                    | 11:1                              |
| 2022 | Regensburg Legionäre              | Berlin Rams                       | 5:1                               |
| 2023 | Cologne Cardinals                 | Schriesheim Raubritter            | 18:0                              |
| 2024 | Heidenheim Heideköpfe             | Untouchables Paderborn            | 10:8                              |

## Deutsche Meister Schüler
| Jahr | Meister                           | Vizemeister                       | Ergebnis                          |
| ---- | --------------------------------- | --------------------------------- | --------------------------------- |
| 1973 | VfR Mannheim                      | Bad Kreuznach Tigers              | unbekannt                         |
| 1974 | Bad Kreuznach Tigers              | VfR Mannheim                      | unbekannt                         |
| 1975 | keine Meisterschaften ausgetragen | keine Meisterschaften ausgetragen | keine Meisterschaften ausgetragen |
| 1976 | keine Meisterschaften ausgetragen | keine Meisterschaften ausgetragen | keine Meisterschaften ausgetragen |
| 1977 | Mannheim Tornados                 | unbekannt                         | unbekannt                         |
| 1978 | Mannheim Tornados                 | unbekannt                         | unbekannt                         |
| 1979 | Mannheim Tornados                 | unbekannt                         | unbekannt                         |
| 1980 | Mannheim Tornados                 | Zülpich Eagles                    | 18:1                              |
| 1981 | unbekannt                         | unbekannt                         | unbekannt                         |
| 1982 | Mannheim Tornados                 | Zülpich Eagles                    | unbekannt                         |
| 1983 | Darmstadt-Messel Devils           | Zülpich Eagles                    | unbekannt                         |
| 1984 | Zülpich Eagles                    | unbekannt                         | unbekannt                         |
| 1985 | Zülpich Eagles                    | unbekannt                         | unbekannt                         |
| 1986 | unbekannt                         | unbekannt                         | unbekannt                         |
| 1987 | unbekannt                         | unbekannt                         | unbekannt                         |
| 1988 | unbekannt                         | unbekannt                         | unbekannt                         |
| 1989 | Brauweiler Raging Abbots          | unbekannt                         | unbekannt                         |
| 1990 | Mannheim Amigos                   | Darmstadt Rockets                 | 7:0 (Forfeit)                     |
| 1991 | unbekannt                         | unbekannt                         | unbekannt                         |
| 1992 | unbekannt                         | unbekannt                         | unbekannt                         |
| 1993 | Mainz Athletics                   | Ansbach Red Sox                   | 11:3                              |
| 1994 | Mainz Athletics                   | Köln Cardinals                    | 3:1                               |
| 1995 | Mainz Athletics                   | Köln Cardinals                    | 10:3                              |
| 1996 | Mainz Athletics                   | Schwetzingen Braves               | 5:4                               |
| 1997 | Taunus Eagles                     | Schwetzingen Braves               | 13:7                              |
| 1998 | Schwetzingen Braves               | Bad Homburg Hornets               | 12:7                              |
| 1999 | Mainz Athletics                   | Neu Anspach Eagles                | als Rundenturnier ausgespielt     |
| 2000 | Neu Anspach Eagles                | Mainz Athletics                   | 3:1                               |
| 2001 | Lüneburg Woodlarks                | Untouchables Paderborn            | 10:1                              |
| 2002 | Mainz Athletics                   | Untouchables Paderborn            | 11:9                              |
| 2003 | Bonn Capitals                     | Karlsruhe Cougars                 | 12:2                              |
| 2004 | Solingen Alligators               | Kassel Herkules                   | 15:3                              |
| 2005 | Bonn Capitals                     | Mannheim Tornados                 | 16:6                              |
| 2006 | Mannheim Tornados                 | Solingen Alligators               | 8:1                               |
| 2007 | Mannheim Tornados                 | Bonn Capitals                     | 10:0                              |
| 2008 | Heidelberg Hedgehogs              | Mainz Athletics                   | 20:10                             |
| 2009 | Untouchables Paderborn            | Dohren Wild Farmers               | 11:0                              |
| 2010 | Stuttgart Reds                    | Hünstetten Storm                  | 16:6                              |
| 2011 | Solingen Alligators               | Bad Homburg Hornets               | 11:2                              |
| 2012 | Dreieich Vultures                 | Untouchables Paderborn            | 3:2                               |
| 2013 | Regensburg Legionäre              | Mainz Athletics                   | 6:1                               |
| 2014 | Regensburg Legionäre              | Stuttgart Reds                    | 7:4                               |
| 2015 | Regensburg Legionäre              | Stuttgart Reds                    | 10:0                              |
| 2016 | Stuttgart Reds                    | Regensburg Legionäre              | 10:0                              |
| 2017 | Stuttgart Reds                    | Regensburg Legionäre              | 12:2                              |
| 2018 | Stuttgart Reds                    | Mainz Athletics                   | 3:2                               |
| 2019 | Bonn Capitals                     | Berlin Roadrunners                | 14:4                              |
| 2021 | Stuttgart Reds                    | Untouchables Paderborn            | 6:5                               |
| 2022 | Berlin Flamingos                  | Main-Taunus Redwings              | 10:0                              |
| 2023 | Hamburg Stealers                  | Mannheim Tornados                 | 10:4                              |
| 2024 | Freising Grizzlies                | Mainz Athletics                   | 10:2                              |

## Rekordsieger
Die Liste der Rekordsieger enthält alle Vereine, die mindestens eine deutsche Meisterschaft im Nachwuchsbaseball gewinnen konnten.
- Verein: Nennt den Verein, der die Nachwuchsmeisterschaften erreichte.
- Junioren: Nennt die Anzahl der Meisterschaften im Juniorenbereich.
- Jugend: Nennt die Anzahl der Meisterschaften im Jugendbereich.
- Schüler: Nennt die Anzahl der Meisterschaften im Schülerbereich.
- Gesamt: Nennt die Gesamtanzahl an Meisterschaften im Nachwuchsbereich.

| Verein                   | Junioren | Jugend | Schüler | Gesamt |  |
| ------------------------ | -------- | ------ | ------- | ------ |  |
| Mannheim Tornados        | 5        | 9      | 7       | 21     |  |
| Mainz Athletics          | 6        | 4      | 6       | 16     |  |
| Regensburg Legionäre     | 7        | 3      | 3       | 13     |  |
| Paderborn Untouchables   | 8        | 3      | 1       | 12     |  |
| Bonn Capitals            | 3        | 5      | 3       | 11     |  |
| Zülpich Eagles           | 3        | 2      | 2       | 7      |  |
| Stuttgart Reds           |          | 2      | 5       | 7      |  |
| Mannheim Amigos          |          | 5      | 1       | 6      |  |
| Düsseldorf Senators      | 3        |        |         | 3      |  |
| Solingen Alligators      |          | 1      | 2       | 3      |  |
| Heidenheim Heideköpfe    | 1        | 1      |         | 2      |  |
| Bad Kreuznach Tigers     |          | 1      | 1       | 2      |  |
| Hamburg Stealers         |          | 1      | 1       | 2      |  |
| Brauweiler Raging Abbots |          | 1      | 1       | 2      |  |
| VfR Mannheim             |          | 1      | 1       | 2      |  |
| Dohren Wild Farmers      | 1        |        |         | 1      |  |
| Holzwickede Joboxers     | 1        |        |         | 1      |  |
| St. Pauli Knights        | 1        |        |         | 1      |  |
| Bad Homburg Hornets      |          | 1      |         | 1      |  |
| Cologne Cardinals        |          | 1      |         | 1      |  |
| Berlin Flamingos         |          | 1      |         | 1      |  |
| Darmstadt Whippets       |          | 1      |         | 1      |  |
| Erbach Grasshoppers      |          | 1      |         | 1      |  |
| Gauting Indians          |          | 1      |         | 1      |  |
| Herrenberg Wanderers     |          | 1      |         | 1      |  |
| Kassel Herkules          |          | 1      |         | 1      |  |
| Ladenburg Romans         |          | 1      |         | 1      |  |
| Darmstadt-Messel Devils  |          |        | 1       | 1      |  |
| Dreieich Vultures        |          |        | 1       | 1      |  |
| Heidelberg Hedgehogs     |          |        | 1       | 1      |  |
| Lüneburg Woodlarks       |          |        | 1       | 1      |  |
| Neu Anspach Eagles       |          |        | 1       | 1      |  |
| Schwetzingen Braves      |          |        | 1       | 1      |  |
| Taunus Eagles            |          |        | 1       | 1      |  |
| Freising Grizzlies       |          |        | 1       | 1      |  |